# Proca
Proca oder Procas war in der mythologischen Vorgeschichte Roms ein König von Alba Longa.
Er war Sohn des Aventinus Silvius und soll 23 Jahre geherrscht haben.
Ovid erzählt in den Fasti die Geschichte, dass der fünf Tage alte Säugling beinahe von Strigae ausgesogen worden wäre. Durch das Eingreifen der Cardea wird er aber gerettet.
Legt man die von Dionysios von Halikarnassos angegebenen Regierungszeiten mit einer Rückrechnung vom traditionellen Jahr der Gründung Roms zugrunde, so entspricht das den Jahren 819 bis 796 v. Chr.
Die Herrschaft vermachte er seinem älteren Sohn Numitor. Doch dessen jüngerer Bruder Amulius vertrieb Numitor, tötete dessen Sohn und machte dessen Tochter Rhea Silvia zur Vestalin.